# Etcher
balenaEtcher (generalment conegut com Etcher) és un utilitari lliure i de codi obert que s'utilitza per escriure fitxers d'imatge, com fitxers .iso i .img, així com carpetes comprimides en mitjans d'emmagatzematge per crear targetes de memòria SD Live i unitats flash USB. Està desenvolupat per balena i amb llicència Apache License 2.0. Etcher va ser desenvolupat usant el framework Electron i és compatible amb Windows, macOS i Linux. balenaEtcher originalment es deia Etcher, però el seu nom va ser canviat el 29 d'octubre de 2018 quan Resin.io va canviar el seu nom a balena.

## Característiques
Etcher permet crear una unitat flash USB o disc dur extern USB com arrencada Live USB. La interfície d'usuari permet triar la imatge de disc per gravar, connectar el dispositiu USB i començar a gravar.
- Detecció automàtica de mitjans d'emmagatzematge USB, targeta de memòria SD.
- Protecció contra la selecció de disc dur. Per tant, no es podrà destruir accidentalment les dades d'un disc dur.
- Permet preparar una unitat USB d'arrencada amb una imatge de Windows 10 més gran que la capacitat d'un DVD.
- Permet instal·lar Raspbian per Raspberry Pi en una targeta de memòria microSD.
- Quan la gravació finalitza, Etcher ofereix gravar un nou mitjà amb la mateixa imatge o un de nou. Això és convenient per als professors que vulguin gravar la mateixa imatge en la targeta de memòria SD de tots les Raspberry Pi a la seva escola.

Les característiques planificades per al futur inclouen compatibilitat amb l'emmagatzematge persistent que permet l'ús de targetes de memòria SD Live o unitats flash USB com a disc dur, així com compatibilitat amb el flasheig de diverses particions d'arrencada a una sola targeta de memòria SD o unitat flash USB.